# Молчанов, Вячеслав Андреевич

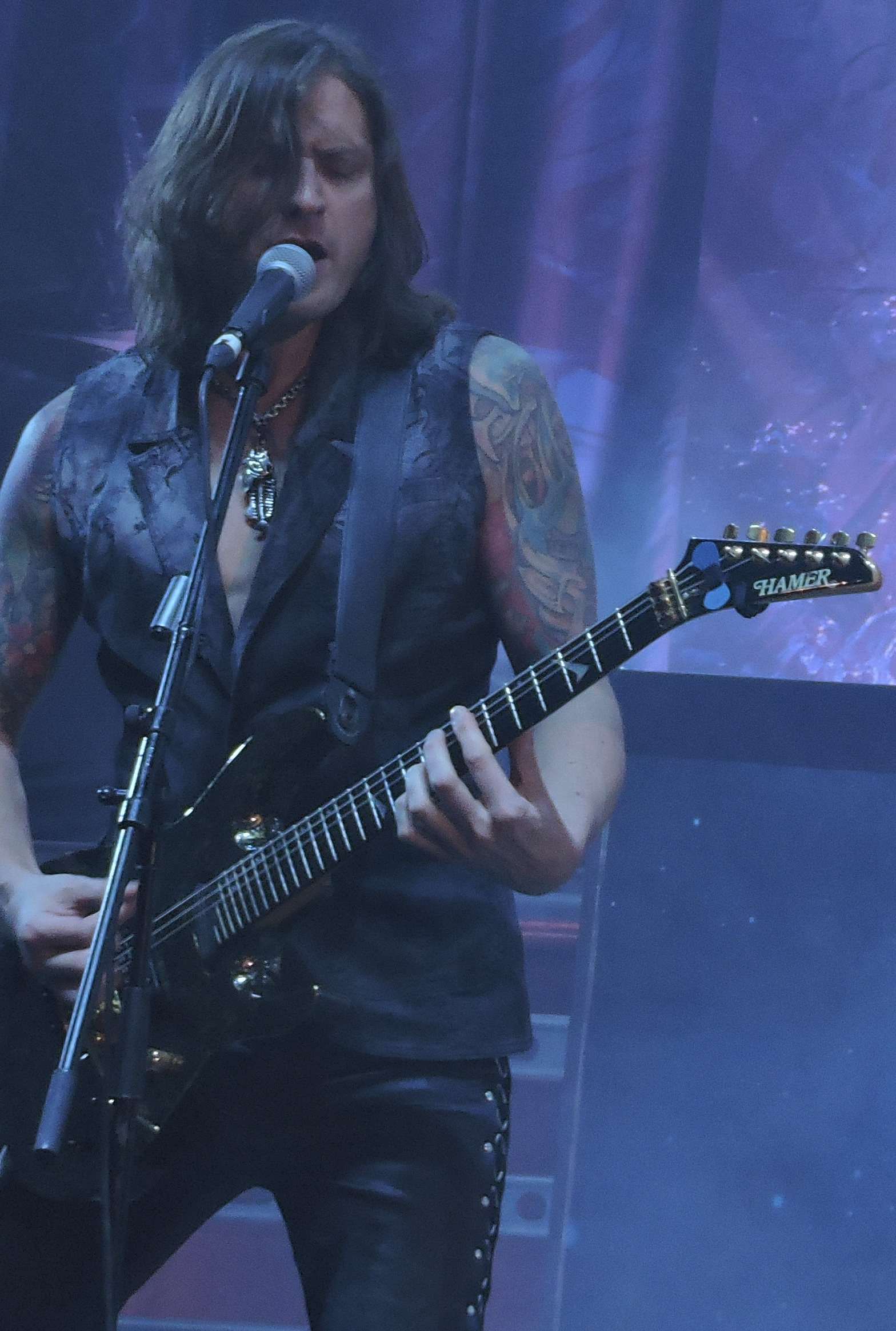
Вячеслав не только играет на гитаре, но и подпевает

Вячесла́в Андре́евич Молча́нов (род. 5 мая 1975 года, Москва) — российский рок-музыкант, гитарист, композитор, певец и бэк-вокалист.
Участник групп «Цветы» и «Легион», был гитаристом у Николая Носкова, Григория Лепса, Алексея Глызина и других. С февраля 2006 года является гитаристом группы «Кипелов». Имеет собственный сайд-проект — группу Sixth Sense, а также проект Molchanoff, в котором является гитаристом и вокалистом.

## Биография
Родился 5 мая 1975 года в Москве. Отец — писатель Андрей Молчанов. Дед — академик АН СССР Алексей Богомолов.
В 11 лет с другом Сергеем Захаровым решил учиться играть на гитаре, в 13 они вдвоём учились в рок-клубе «Красный Химик».
В 15 лет Молчанов создал группу Exorcist, исполнявшую музыку в стиле трэш-метал.
В 1995 году поступил в Московское Областное Училище Искусств, которое закончил в 2001 году. В это же время принимал участие в проектах «Колодезь Счастья», Hieronymus Bosch и других, короткое время сотрудничал с Николаем Носковым.
В 1994 году Вячеслав Молчанов стал участником группы «Легион», но в 1997 году покинул коллектив, и начал работать как сессионный музыкант. До 2004 года сотрудничал с оригинальным вокалистом группы «Цветы» Александром Лосевым, группой «Юта», певицей Жасмин и другими.
В 2004 году принял участие в записи альбома «Book One: A Child Of Two Worlds» в составе группы Archontes.
С 2002 по 2005 год работал гитаристом у Григория Лепса, при этом продолжая заниматься сессионной деятельностью у других музыкантов.
В 2006 году по совету Андрея Большакова, экс-гитариста групп «Ария» и «Мастер», прошёл прослушивание и стал гитаристом группы «Кипелов», продолжая при этом вести собственный проект Sixth Sense.
В 2009 году в составе группы Sixth Sense записал альбом «Moments of Affection». На песни «Мира мало» и «Neverending» были сняты видеоклипы.
В 2013 году выпустил сольный сингл «Inception/Начало», где выступил как гитарист и вокалист. В записи также принимали участие Алик Грановский в качестве басиста и Олег Ховрин в качестве барабанщика.
Является автором пяти композиций третьего студийного альбома группы «Кипелов» «Звёзды и кресты», а также впервые за всю историю группы выступил в качестве вокалиста, исполнив песню «Тёмная башня».
13 июля 2024 года, на крупнейшем выступлении в истории группы «Кипелов» на московской «ВТБ Арене», исполнил гитарное соло; осенью выступление было издано в виде концертного альбома коллектива «ВТБ Арена. Live 13.07.2024».

## Дискография
Hieronymus Bosch
- 1995 — The Human Abstract

Легион
- 1999 — Дай мне имя

Archontes
- 2004 — Book One: A Child Of Two Worlds
- 2023 — The Once And Future Fool

Эпидемия
- 2004 — Эльфийская рукопись — соло-гитара (7, 10)

Григорий Лепс
- 2004 — Парус
- 2004 — Парус. Live

Sixth Sense
- 2009 — Moments Of Affection

Molchanoff
- 2013 — «Inception / Начало» (макси-сингл)

Кипелов
Принял участие во всех релизах группы, начиная с 2007 года, в том числе в трёх студийных альбомах;
- 2007 — «Реки времён» (гитара в треках «Пророк» и «Не сейчас», пересведение альбома 2005 г.)
- 2011 — «Жить вопреки»
- 2017 — «Звёзды и кресты»

Артерия
- 2021 — Znaki live (концертный альбом) — композиции «Потерянный рай» и «Грязь»

Сессионный участник в записи альбомов множества проектов.

## Награды и премии
- Премия Министерства обороны Российской Федерации в области культуры и искусства за 2023 год — за проект "Культбригада «С песней к Победе!»[8]